# Transmit Disrupt
Transmit Disrupt è il secondo album studio del gruppo post-hardcore britannico Hell Is for Heroes. È stato pubblicato nel 2005 sia in formato CD che in vinile.

## Tracce
1. Kamichi – 3:55
2. Models for the Programme – 3:58
3. Quiet Riot – 4:45
4. Folded Paper Figures – 2:45
5. Senza titolo – 1:06
6. They Will Call Us Savages – 4:10
7. Silent as the Grave – 4:29
8. One of Us – 2:48
9. Senza titolo – 0:49
10. Transmit Disrupt – 5:57
11. Discos and Casinos – 3:29
12. Burning Lafayette – 7:32

## Formazione
Membri del gruppo
- Justin Schlosberg - voce
- William McGonagle - chitarra
- Tom O'Donoghue - chitarra
- James Findlay - basso
- Joe Birch - batteria

Tecnici e musicisti di supporto
- Fanny Henricsson - cori
- Pelle Henricsson - tastiere, missaggio percussioni, produzione, programmazione
- Tom Joyce - ingegnere del suono
- Magnus Lindberg - missaggio
- Eskil Lövström - produzione, missaggio
- Owen Richards - direttore artistico, fotografia